# ارامنه رومانی
مردم ارمنی تبار ساکن رومانی بیش از یک هزار سال است که در ایالت‌های این کشور و مولداوی کنونی حضور داشته‌اند و از سده چهاردهم میلادی به عنوان تاجر حضور مهمی در این کشورها داشته‌اند. تعداد آنها در دوران مدرن تنها هزاران نفر بود، که در زمان حکومت جمهوری سوسیالیستی رومانی از نظر فرهنگی سرکوب شدند، اما پس از انقلاب رومانی در سال ۱۹۸۹، احیای فرهنگی را تجربه کردند که باعث افزایش جمعیت آنها در این کشور شد.

## تاریخچه

### شاهزادگان دانوبی
قدیمی‌ترین آثار از مردم ارامنه در منطقه‌ای که بعداً تبدیل به مولداوی شد، به سال ۹۶۷ میلادی مربوط می‌شود (اسناد تاریخی ثبت شده در بیلهورود-دنیستروفسکیی). پراکندگی جماعت ارمنیان پراکنده در سقوط دودمان باگراتونی (حدود ۸۸۵–۱۰۴۵) و بلایای دیگر از جمله تهاجم مغول‌ها به اروپا در قرن سیزدهم به وجود آمد.
ارمنی‌های مقیم خارج از کشور در دوره‌های متفاوتی از تاریخ حکومت‌های دانوبی از معافیت مالیاتی برخوردار شدند. آنها که در اوایل قرن چهاردهم تشویق به سکونت و حضور در این کشور شدند، در شهرها، معمولاً به عنوان کارآفرینان اصلی جامعه، به حضوری پررنگ تبدیل شدند، به همین دلیل در شهر بوتوشن و چندین مکان دیگر، به ارمنیان به عنوان یک صنف نمایندگی سیاسی و مدارک تحصیلی اعطا شد.

در ۱۵۷۲–۱۵۷۴، جان سوم مخوف، نوه استفن سوم مولدووا و پسر بوگدان سوم و هم‌بالینی ارمنی او سرپگا، هوسپودار (شاهزاده) مولداوی بود.
شهروندی تنها با تصمیمی که تحت الحمایه بین‌المللی بر دو کشور بود اتخاذ می‌شد (که پس از جنگ کریمه و پس از آن معاهده پاریس (۱۸۵۶) ایجاد شد) برای گسترش حقوق مدنی و سیاسی به همه اقلیت‌های مذهبی به جامعه اعطا می‌شد.

### ترانسیلوانیا

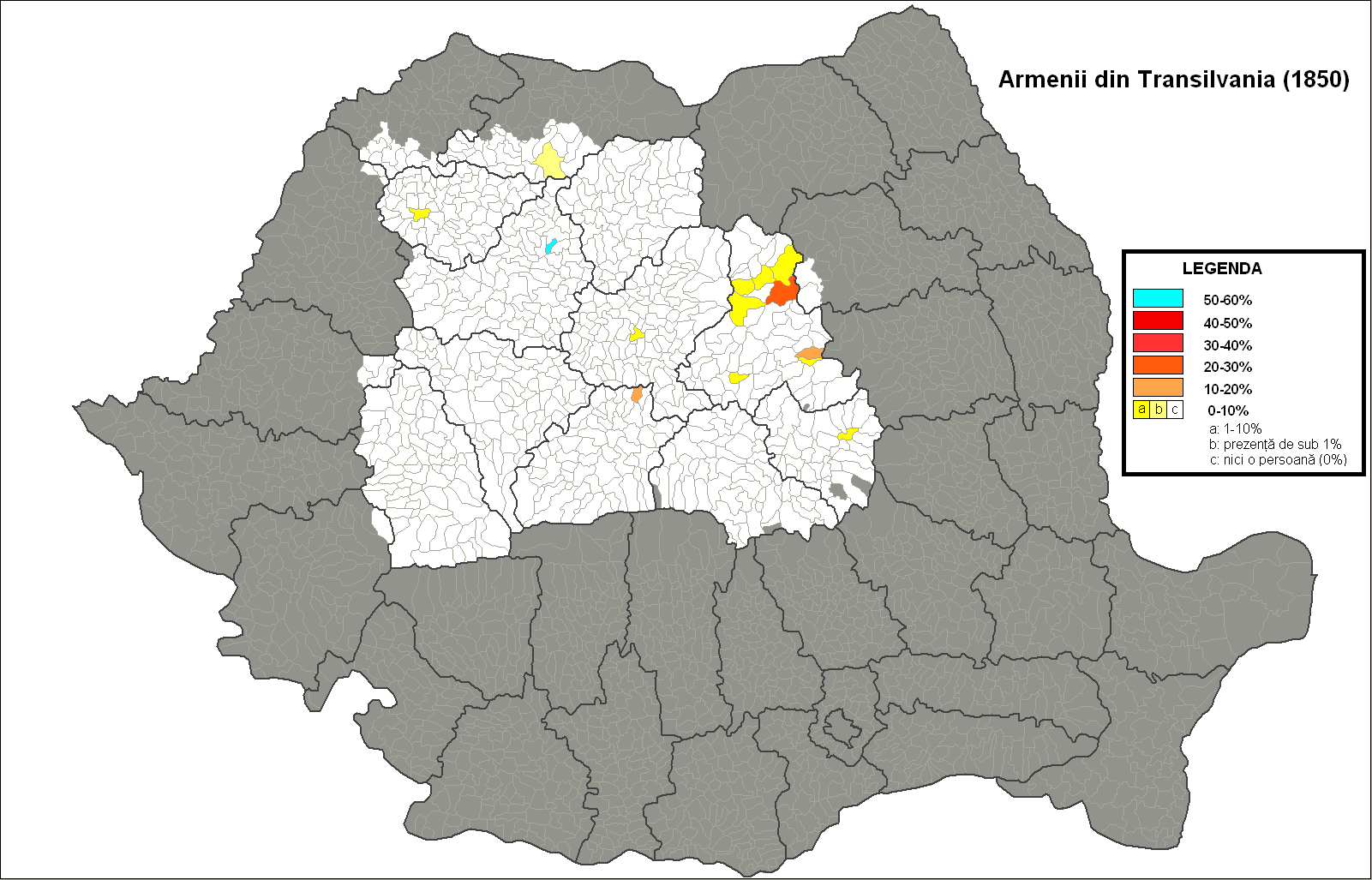
ارامنه ترانسیلوانیا (۱۸۵۰)

ارمنی‌ها حضور قدیمی و پررنگی در منطقهترانسیلوانی داشتند که به وضوح در سندی که توسط پادشاهی مجارستان لاسلوی چهارم (اواخر قرن سیزدهم) صادر شده است، حضور آنها را تأیید می‌کند. در اینجا حتی به آنها اجازه داده شد تا شهرهای تجاری خود را تأسیس کنند که برجسته‌ترین آن شهری به نام گرله که به آرمنوپلیس / شهر ارمنی یا هایکگک (هیاشهر) نامیده می‌شود است. دومین شهر مهم ارامنه در ترانسیلوانیا دومبروه (الیزابت‌اشتاد) است.

## رومانی
پس از نسل‌کشی ارمنی‌ها در سال ۱۹۱۵، رومانی اولین کشوری بود که به‌طور رسمی به پناهندگان این منطقه پناهندگی سیاسی داد.
در سال ۱۹۴۰ حدود ۴۰۰۰۰ ارمنی در رومانی زندگی می‌کردند. تحت حکومت کمونیستی، ارامنه شروع به ترک کشور کردند همچنین رژیم نیکلای چائوشسکو در نهایت تمام مدارس ارمنی را در این کشور تعطیل کرد.
در دهه ۱۹۹۰، پس از فروپاشی اتحاد جماهیر شوروی، شرایط بد اقتصادی در ارمنستان و درگیری‌های نظامی در قفقاز، عراق یا لبنان باعث شد تعدادی از ارامنه به عنوان مهاجر به دنبال آینده ای بهتر در رومانی باشند یا از طریق رومانی به اروپای غربی مهاجرت کنند اما از دهه ۱۹۹۰، ارامنه ساکن رومانی از احیای فرهنگی برخوردار شدند. ارمنیان رومانی به عنوان یک اقلیت ملی توسط دولت به رسمیت شناخته شده و یک کرسی در مجلس نمایندگان این کشور دارند.

## کلیساها و صومعه‌ها

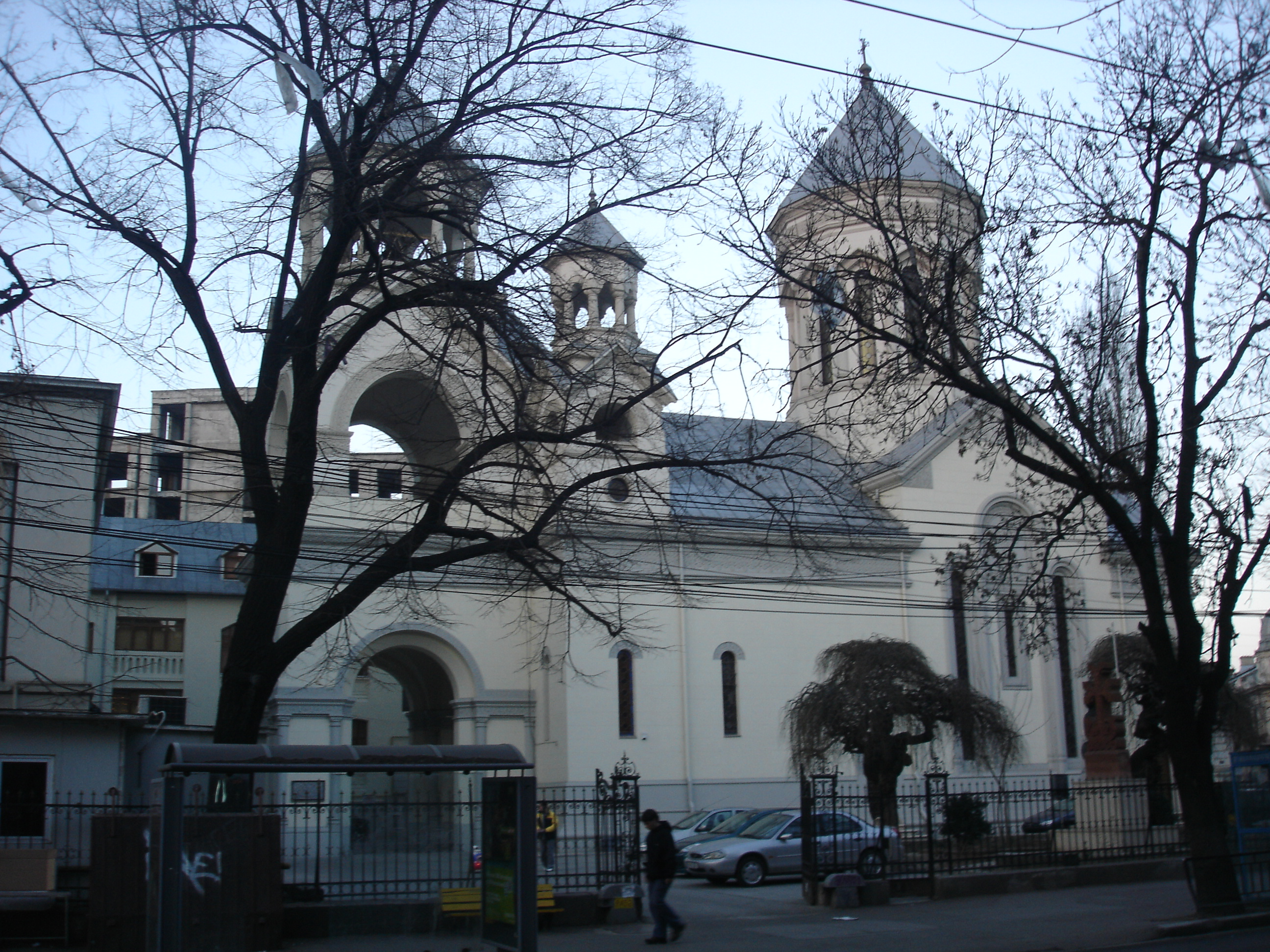
کلیسای ارامنه در بخارست
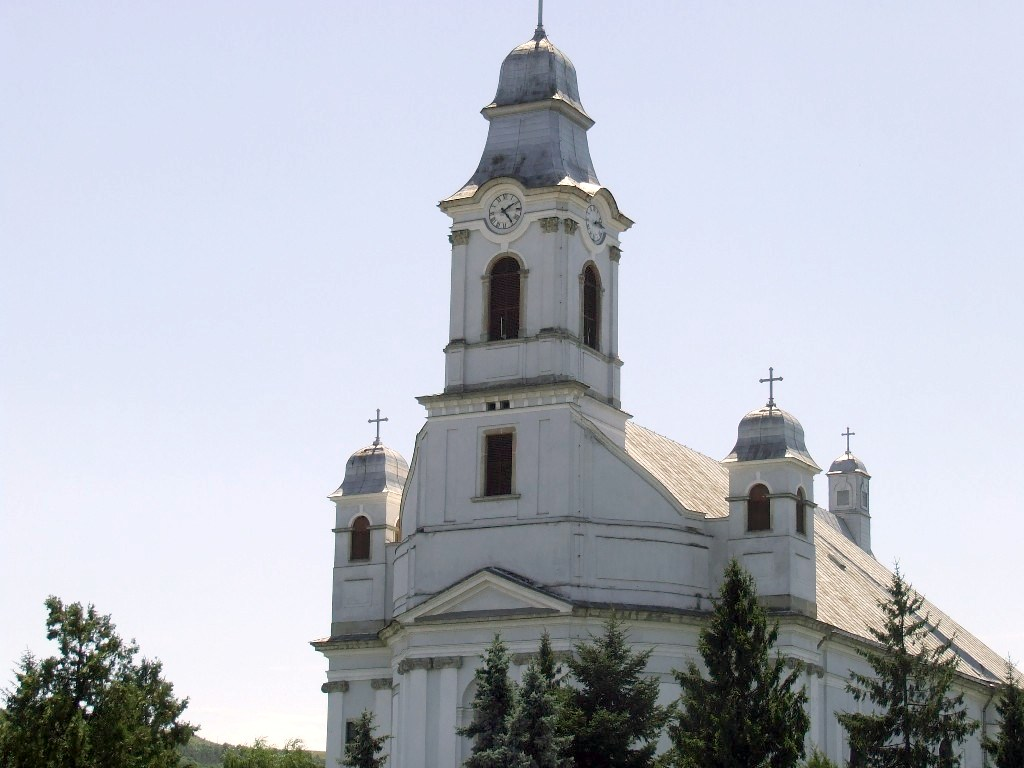
کلیسای جامع تثلیث مقدس کاتولیک ارمنی در گرلا
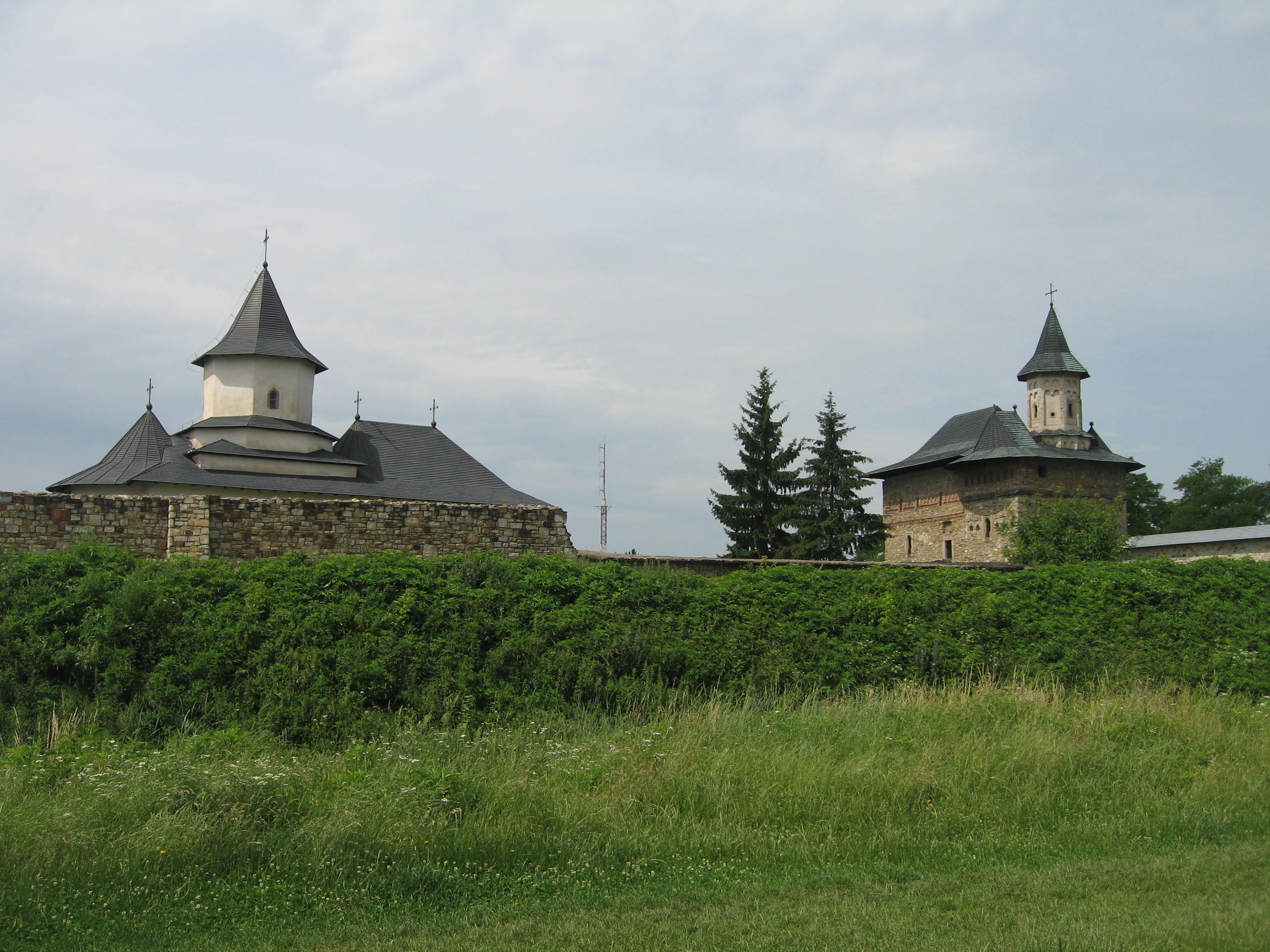
صومعه زامکا (Zamca) در سوچه‌آوا
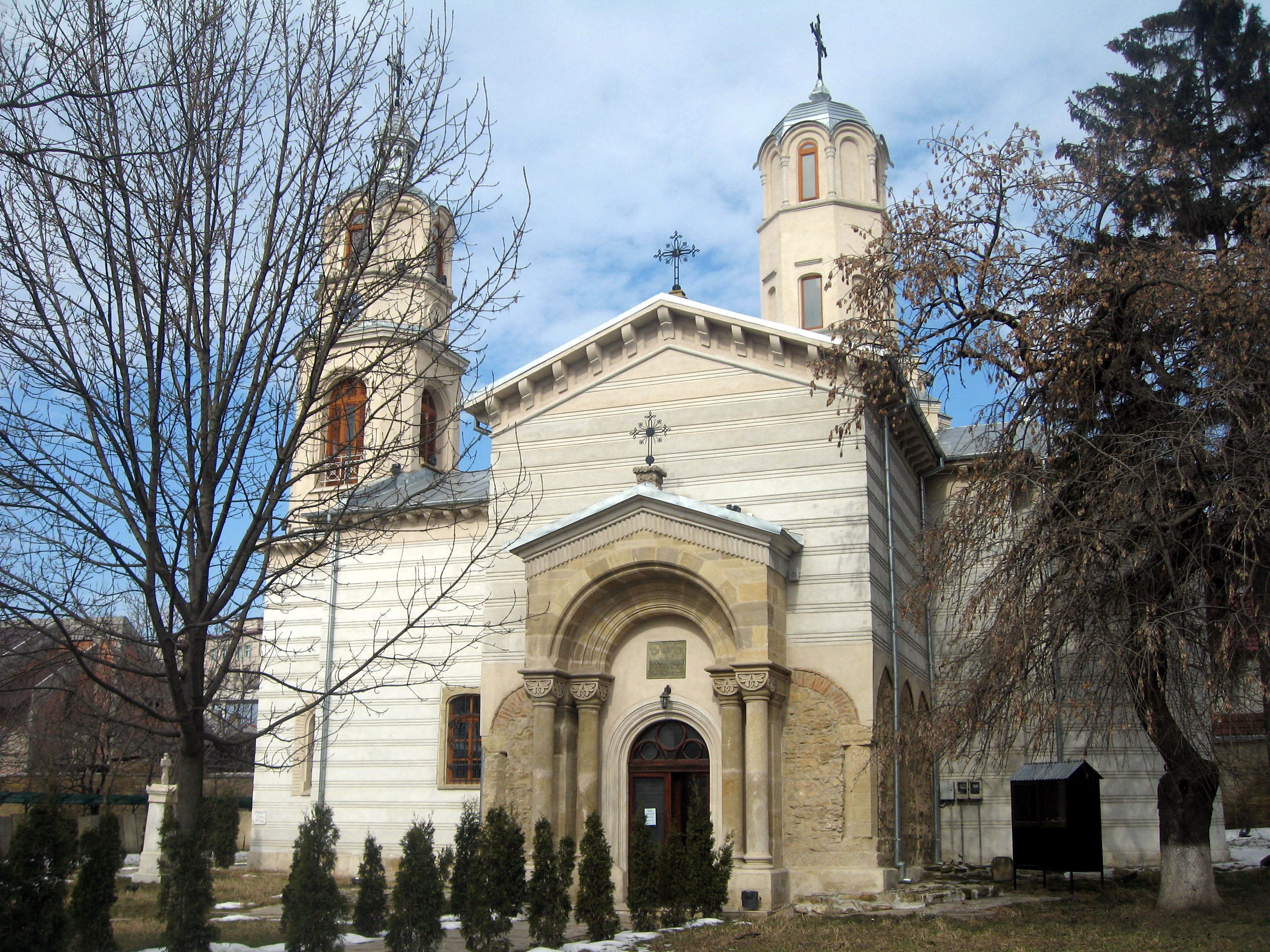
کلیسای ارمنی در یاش
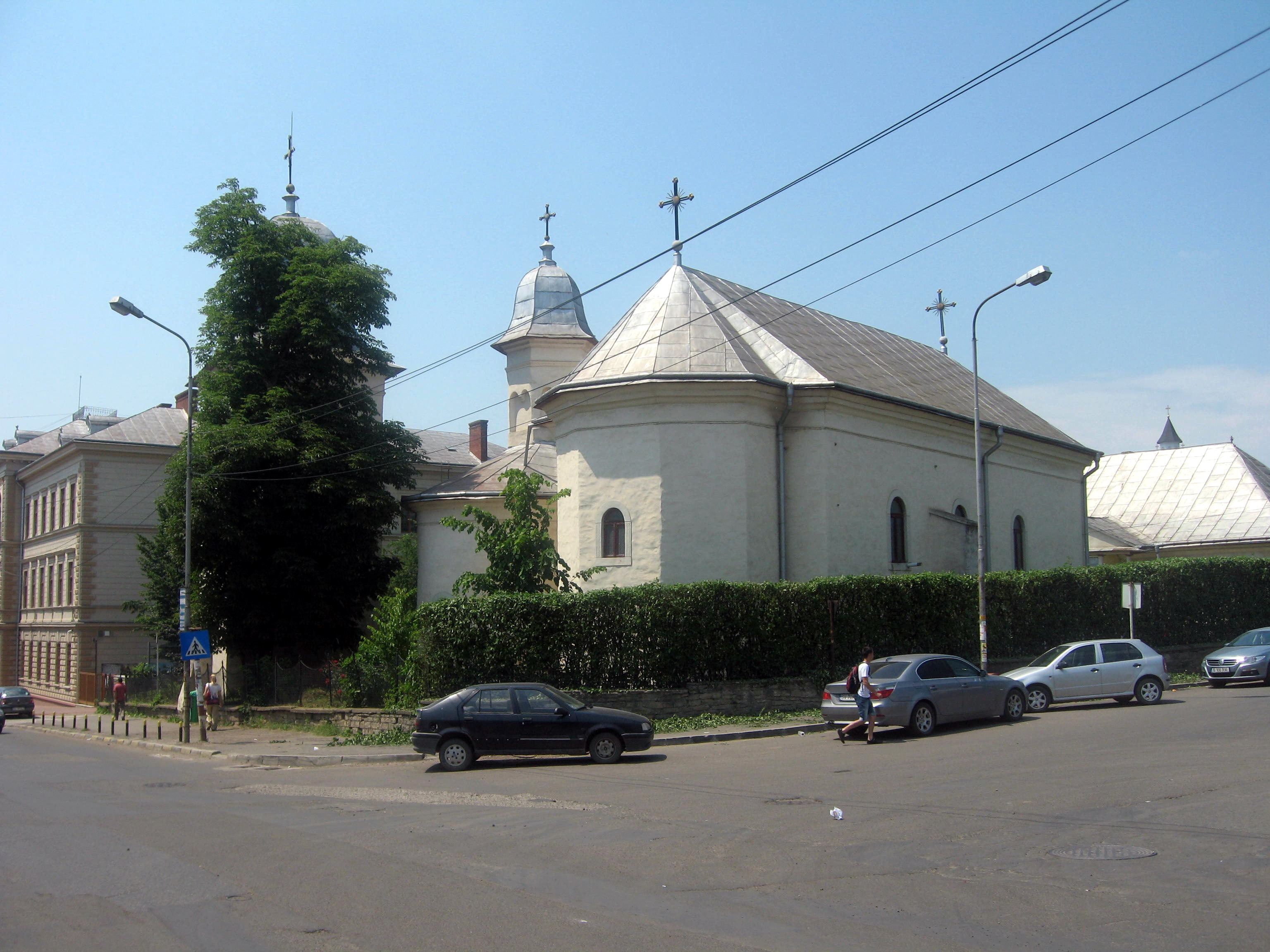
کلیسای صلیب مقدس ارمنی در سوچه‌آوا

## رومانیایی‌های شاخص ارمنی‌تبار
رومانیایی‌های ارمنی‌تبار در زندگی سیاسی، فرهنگی، دانشگاهی و اجتماعی رومانی بسیار فعال بوده‌اند. از افراد تأثیر گذار و معروف تاریخ رومانی می‌شود به وازگن یکم، کاتولیکوس ارمنستان، و ایاکوب زادیگ، ژنرال نیروی زمینی رومانی در طول جنگ جهانی اول اشاره کرد.